# Foreste pluviali montane del Borneo
Le foreste pluviali montane del Borneo sono un'ecoregione appartenente al bioma delle foreste pluviali di latifoglie tropicali e subtropicali (codice ecoregione: IM0103) che si estende attraverso parte dell'isola del Borneo, nel Sud-est asiatico.

## Geografia
Questa ecoregione è costituita da foreste nebulose di montagna e da foreste di alloro. Copre le regioni più elevate al centro dell'isola, al di sopra dei 1000 metri, e si trova in tutte e tre le sue entità politiche, Malaysia, Indonesia e Brunei. Caratterizzate da un clima più freddo e più umido, queste foreste svettano al di sopra dello spesso manto di foresta pluviale che copre le più calde pianure sottostanti, e oltre alle maggiori precipitazioni ricevono umidità anche dalle nuvole più basse. I suoli sono più poveri e più acidi di quelli delle pianure.

## Flora
Le foreste più fredde ed elevate dell'isola sono la dimora di un gruppo di piante di origine sia asiatica che australiana. Ricordiamo in particolare il gran numero di piante carnivore del genere Nepenthes (oltre 15 specie), di rododendri e di orchidee. A questa ecoregione appartengono anche importanti aree di foresta che si sviluppano su altopiani calcarei, come sul Gunung Api, dove sono evidenti chiare zone altitudinali di vegetazione differente. L'area intorno al villaggio di Long Pasia sulla Meligan Range e l'altopiano di Usun Apau presentano importanti zone umide di alta quota.

## Fauna
Le foreste pluviali di montagna ospitano una fauna caratteristica che comprende un gran numero di specie di mammiferi, come civette (tra cui la rara civetta delle palme di Hose, Diplogale hosei, endemica di questa ecoregione), tupaie, scoiattoli, ratti e primati quali oranghi (Pongo pygmaeus), gibboni e presbiti. Sebbene la maggior parte di questi primati preferisca altitudini inferiori, qui vive comunque un buon numero di macachi, e dal momento che le foreste di montagna sono meno disturbate di quelle di pianura, animali più grandi come l'orango e il rinoceronte di Sumatra (Dicerorhinus sumatrensis) si sono ritirati verso quote più elevate dalle pianure sottostanti. Nelle foreste di montagna del Borneo vive un numero minore di specie di uccelli rispetto alle foreste di pianura (ad esempio, sul Gunung Mulu, nel Sarawak, vi sono 171 specie ai piedi della montagna e appena 12 specie a 1300 metri), ma la percentuale di specie endemiche è maggiore: in effetti, la maggior parte degli uccelli endemici del Borneo si incontra nelle foreste di montagna.

## Conservazione
Le regioni più elevate del Borneo sono pressoché inaccessibili e pertanto oltre il 90% dell'habitat originario è rimasto intatto: anche gli incendi del 1997-98 che hanno devastato le foreste di pianura non hanno intaccato questa regione. Circa il 25% dell'ecoregione ricade all'interno di aree protette: un settore molto consistente è all'interno del parco nazionale di Kayan Mentarang, dimora di comunità indigene ma minacciato dall'industria del legname e dalla costruzione di strade. Questo e altri parchi, come il parco nazionale di Betung Kerihun, costituiscono importanti rifugi per la fauna selvatica, dal momento che gli habitat di pianura sono stati sistematicamente distrutti.